# Dryopteris fengyangshanensis
Dryopteris fengyangshanensis là một loài dương xỉ trong họ Dryopteridaceae. Loài này được Ching & C.F. Zhang mô tả khoa học đầu tiên năm 1983.
Danh pháp khoa học của loài này chưa được làm sáng tỏ. 